# Ellen Kushner
Ellen Kushner (ur. 1955) – amerykańska pisarka i dziennikarka radiowa, autorka powieści z gatunku fantasy, tworzonych samodzielnie lub we współpracy z innymi autorami.

## Życiorys
Ellen Kushner dorastała w Cleveland, w stanie Ohio. Ukończyła studia w zakresie antropologii i sztuk pięknych w prestiżowym Bryn Mawr College oraz w Barnard College. Przez jakiś czas pracowała dla nowojorskich wydawnictw, a następnie przeniosła się do Bostonu, gdzie rozpoczęła karierę w radiu WGBH jako autorka programu muzyczno-literackiego "Sound and Spirit", prezentującego muzykę świata; program ten, stworzony dla radia WGBH, a retransmitowany przez ponad 100 stacji radiowych w USA, przyniósł jej liczne nagrody. Ellen Kushner jest także autorką kilku płyt z wyborem muzyki ze swojego programu radiowego. W roku 1987 zadebiutowała jako powieściopisarka. Ellen Kushner mieszka w Nowym Jorku wraz ze swoją partnerką i współautorką niektórych swoich książek, Delią Sherman. W roku 1996 Sherman i Kushner zawarły oficjalny związek małżeński.

## Twórczość

### Powieści
- Swordspoint, a Melodrama of Manners, London: Allen & Unwin, 1987
- Thomas the Rhymer, New York: William Morrow & Co., 1990
- The Fall of the Kings, (z Delią Sherman), New York: Bantam Books, 2002
- The Privilege of the Sword, New York: Bantam Books, 2006

### Powieści dla dzieci i młodzieży
- Outlaws of Sherwood Forest, New York: Bantam Books, 1985.
- The Enchanted Kingdom, New York: Bantam Books, 1986.
- Statue of Liberty Adventure, New York: Bantam Books, 1986.
- The Mystery of the Secret Room, New York: Bantam Books, December 1986.
- Knights of the Round Table, New York: Bantam Books, December 1988.
- St. Nicholas and the Valley Beyond the World's Edge (illustrated by Richard Burhans), New York: Viking Studio, 1994
- The Golden Dreydl, New York: Charlesbridge Press, 2007

### Opowiadania
- "The Unicorn Masque" [w:] Elsewhere. New York: Ace Books, 1981. Przedruk w: A Century of Fantasy: 1980-1989, the Greatest Stories of the Decade. New York: MJF Books, 1996 i w Magical Beginnings. New York: DAW Books, 2003.

- "Red Cloak" [w:] Whispers Magazine. 1982. Przedruk w: A Distant Soil #28, ed. Colleen Doran, Image Comics, 1999.

- "Night Laughter" [w:] After Midnight. New York: Tor Books, 1986. Przedruk w: Girl's Night Out: Great Female Vampires. New York: Barnes & Noble, 1997.

- "Lazarus" [w:] Heroic Visions II. New York: Ace Books, 1986.

- "Charis" [w:] Borderland. New York: Signet Books, 1986, Tor Books, 1992.

- "Mockery" (z Bellamy Bach). [w:] Bordertown. New York: Signet Books, 1986.

- "The Swordsman whose Name was not Death", The Magazine of Fantasy and Science Fiction, 1991. Przedruk w: The Year's Best Fantasy and Horror, Fifth Annual Collection. New York: St. Martin's Press, 1992.
- "Lost in the Mail" [w:] Life on the Border. New York: Tor Books, 1991.

- "Playing with Fire" [w:] The Women's Press Book of New Myth and Magic. London: The Women's Press, 1993. Przedruk w: The Year's Best Fantasy and Horror, Seventh Annual Collection. New York: St. Martin's Press, 1994.

- "Now I Lay Me Down to Sleep" [w:] The Armless Maiden and Other Tales for Childhood's Survivors. New York: Tor Books, 1995.

- "The Hunt of the Unicorn" [w:] Immortal Unicorns. New York: Harper/Collins, 1995. Przedruk w: The Year's Best Fantasy and Horror, Ninth Annual Collection. New York: St. Martin's Press, 1996.

- "The Fall of the Kings" (z Delią Sherman). [w:] Bending the Landscape. Atlanta: White Wolf, 1997. Przedruk w: The Year's Best Fantasy and Horror, Eleventh Annual Collection. New York: St. Martin's Press, 1998.

- "The Death of Raven" [w:] The Horns of Elfland. New York: ROC/Viking/Penguin, 1997

- "Hot Water" [w:] The Essential Bordertown. New York: Tor Books, 1998.

- "The House of Nine Doors" [w:] Sirens and Other Daemon Lovers. New York: Harper/Prism, 1998. HarperCollins, December, 2002.

- "On the Taconic" (with Delia Sherman) [w]: Paradoxa - Studies in World Literary Genres Vol. 4 No. 10, Special Issue: "Metafictions: Stories in Reading" (March, 1999).

- "The Death of the Duke" [w:] Starlight 2. Tor Books, 1998. Przedruk w : The Year's Best Fantasy and Horror, Twelfth Annual Collection. New York: St. Martin's Press, 1999.

## Nagrody
- za powieść Thomas the Rhymer
  - World Fantasy Award 1991
  - Mythopoeic Award 1991

- za powieść Swordpoint
  - Gaylactic Network Spectrum Award 2000 (Hall of Fame)

- nominacje do World Fantasy Award za opowiadania:
  - "The Fall of the Kings"
  - "The Death of the Duke"

## CyklRiverside
Charakterystyka
Akcja trzech powieści (Swordpoint, The Fall of the Kings, The Priviledge of the Sword) i czterech opowiadań ("The Swordsman Whose Name Was Not Death", "Red-Cloak" "The Fall of the Kings", "The Death of the Duke") Ellen Kushner (współautorką niektórych jest Delia Sherman) toczy się w fikcyjnym, nienazwanym stołecznym mieście, w tym przede wszystkim w jego podejrzanej dzielnicy zwanej Riverside. Świat tych powieści odbiega od konwencji heroic fantasy, zbliżając się raczej do gatunku nazywanego czasem fantasy of manners. Powieści Kushner, podobnie jak większość fantasy of manners, charakteryzują się przewagą elementów przygodowych nad czysto fantastycznymi, czerpiąc inspirację przede wszystkim z dzieł takich autorów jak Aleksander Dumas czy Rafael Sabatini, jak również z romansów awanturniczych i powieści takich pisarek jak Jane Austen czy Charlotte Brontë. Specyfiką powieści Kushner jest nacisk, jaki autorka kładzie na psychologię i relacje między postaciami a także na moralną wieloznaczność głównych bohaterów.
Kolejność publikacji powieści/opowiadań z tego cyklu nie pokrywa się z chronologiczną kolejnością wydarzeń. Porządek chronologiczny jest następujący:
- "Red-Cloak"
- Swordpoint
- The Swordsman Whose Name Was Not Death"
- The Priviledge of the Sword
- "The Death of the Duke"
- The Fall of the Kings

Świat przedstawiony powieści
Świat przedstawiony w cyklu Riverside nie ma elementów typowego dla fantasy zmitologizowanego Średniowiecza; bliżej mu raczej, podobnie jak rzeczywistości z powieści Marthy Wells i Sary Monette do rzeczywistości renesansowej, skrzyżowanej z motywami znanymi z powieści Charlesa Dickensa.
Świat powieści Kushner jest światem czysto ludzkim, pozbawionym innych, typowych dla gatunku fantasy ras. Dopiero w ostatniej części cyklu, "The Fall of the Kings", pojawia się charakterystyczny dla fantasy jako gatunku temat magii.
Świat Riverside rządzony jest przez radę, złożoną z przedstawicieli arystokracji; członkowie rodów arystokratycznych rozstrzygają spory między sobą przy pomocy pojedynków, w których zazwyczaj i wyzwanego, i wyzywającego zastępują wynajęci profesjonaliści. Ważną rolę w akcji powieści odgrywa półświatek Riverside, a także środowisko aktorów i ludzi teatru; istotną rolę w konstrukcji fabuły The Priviledge of the Sword odgrywa motyw fikcyjnej powieści awanturniczej i wpływu literatury na losy młodych bohaterek.
Powieści Kushner, zwłaszcza opublikowany jeszcze w 1987 roku Swordpoint, zwracały również uwagę krytyków ze względu na odważne, jak na czasy publikacji, przedstawienie homo- i heteroseksualnej (przede wszystkim The Fall of the Kings) erotyki.
Główni bohaterowie cyklu:
- Alec (David Alexander Tielman Campion, później diuk Tremontaine), którego poznajemy w Swordpoint jako anonimowego studenta i kochanka Richarda St. Vier, przy tym uzależnionego do narkotyków i ze skłonnościami do autodestrukcji; w finałowych rozdziałach powieści dowiadujemy się o jego pochodzeniu z rodu Tremontaine, które zdecydował się ujawnić, by ocalić Richarda; w The Priviledge of the Swords, mniej więcej piętnaście lat później, Alec Tremontaine, zwany Szalonym Diukiem ze względu na swoje liczne obyczajowe i erotyczne prowokacje i ekstrawagancje, sprowadza na swój dwór młodą krewną, by wyszkolić ją na osobistego obrońcę-szermierza. W trakcie rozwoju akcji diuk Tremontaine, oficjalnie niezainteresowany polityką, okazuje się stać za wieloma działaniami i politycznymi intrygami w obrębie rady, mającymi na celu osłabienie wpływów dążącego do tyranii lorda Ferrisa. W ostatnich scenach tej powieści, uciekając przed oskarżeniem o zabójstwo Ferrisa, wraz z Richardem opuszcza miasto, pozostawiając wychowance tytuł lady Tremontaine. Opowiadanie "The Death of the Duke" poświęcone jest jego ostatnim chwilom.
- Richard St. Vier, niepokonany szermierz z Riverside; aresztowany za zabicie arystokraty w prywatnej wendetcie, uratowany przez Aleca przy pomocy skomplikowanego prawnego kruczka; po utracie wzroku opuścił Riverside i zamieszkał w wiejskiej posiadłości kochanka; na prośbę Aleca przygotowuje do zawodu szermierza jego siostrzenicę Katherine. Wraca do Riverside tuż przed ostateczną konfrontacją między Alekiem i jego siostrzenicą a lordem Ferrisem.
- Katherine Talbert (Katherine Samantha Campion Talbert), siostrzenica Aleca; diuk, skłócony z jej rodziną, obiecał umorzyć ich długi w zamian za oddanie mu piętnastoletniej Katherine na wychowanie. Katherine musi zrezygnować z kobiecych strojów i kobiecego stylu życia, przygotowując się do roli wojowniczki. Bierze udział w intrygach dziejących się w Riverside, po części za zgodą wuja, po części bez jego wiedzy. Związuje się z młodym służącym-wychowankiem Aleca i dziedziczy po wuju tytuł lady Tremontaine.
- Anthony Deverin, lord Ferris, czarny charakter dwu pierwszych (chronologicznie) części powieści, polityczny i osobisty przeciwnik Aleca, niegdyś kochanek jego babki, lady Diany Tremontaine. Jego intrygi polityczne i próby przejęcia władzy nad rządzącą miastem radą doprowadzają, w ostateczności, do konfrontacji między Ferrisem a diukiem Tremontaine i do śmierci Ferrisa z ręki tego ostatniego.
- Michael Godwin, arystokrata i polityk, który w "Swordpoint" ma stać się - w wyniku intrygi swego przeciwnika/niedoszłego wielbiciela, lorda Horna - ofiarą Richarda, a w "The Priviledge of the Sword" jest znaczącym politykiem w radzie; Michael pojawia się też w epizodzie w "The Fall of the Kings".

## Thomas the Rhymer
Oparta na ludowej balladzie Thomas the Rhymer, powieść Kushner opowiada dzieje młodego harfiarza Thomasa, zabranego od ukochanej Elspeth przez królową elfów. Po siedmiu latach w krainie magii, gdzie był kochankiem królowej, żył według ściśle określonych zasad i musiał wykonać jedno trudne zadanie, Thomas powrócił do świata ludzi, obdarzony darem prorokowania i niezdolnością do kłamstwa. Poślubił owdowiałą Elspeth i żył z nią przez 21 lat, ale w chwili śmierci przyszła po niego królowa elfów.
Inspiracją, oprócz tytułowej, były także dwie inne ballady średniowieczne, Tam Lin oraz The Flower of the Serving Men. Powieść ma narrację pierwszoosobową i czterech narratorów: w cz. I narratorem jest starszy, ubogi rolnik Gavin, który razem z żoną przyjął Thomasa pod swój dach; w II - sam Thomas, relacjonujący swoje przygody w kraju elfów; w III - Meg, żona Gavina, opowiadająca o tym, jak jej podopieczny ponownie aklimatyzował się w ludzkim świecie; w IV wreszcie, żona Elspeth, opowiadająca o ostatnich latach życia Thomasa. Inspiracje balladowe i elementy fantastyczne łączą się w tej powieści z elementami realizmu w opisie życia prostych ludzi i ze sporą dawką równie realistycznie potraktowanej psychologii.